# Geo-IK-2
Geo-IK-2 – seria rosyjskich wojskowo-cywilnych satelitów geodezyjnych, następców serii Geo-IK, do wykonywania trójwymiarowych map powierzchni Ziemi. Planowana w latach 90. XX wieku, potem porzucona. Do projektu powrócono w 2001.
Wyniesienie pierwszego egzemplarza, Geo-IK-2 1, 1 lutego 2011, nie powiodło się i satelita wszedł na orbitę odmienną od planowanej. Start drugiego egzemplarza planowany jest na rok 2012.

## Historia
NPO PM (obecnie ISS Reszetniew) planowało trzecią generację satelitów geodezyjnych od 1982. Zaproponowano 4,5 tonowego satelitę opartego na platformie Estapheta, długości 5 metrów i średnicy 2 metrów. Miał on posiadać szkielet borowo-aluminiowy, ruchome panele słoneczne, radiatory gazowo-ciekłe. Kontrola żyroskopowa anteny miała zapewniać dokładność 15 minut łuku. Statek miał być produkowany przez zakłady Krasmasz w Krasnojarsku. Satelity te miały być wynoszone rakietami Zenit.
Projekt porzucono wraz z rozpadem Związku Radzieckiego. W połowie lat 90. XX wieku wróciły do niego Wojska Kosmiczne Federacji Rosyjskiej. Satelitę przeprojektowano do użycia z mniejszą rakietą Rokot. Średnicę modułu ciśnieniowego zmniejszono do 1,3 metra, a masę satelity do 900 kg. Wykorzystuje wiele elementów statków Uragan-M (GLONASS-M), m.in. systemy zasilania, napędowe. System kontroli położenia i lotu zaczerpnięto z satelitów SESAT, Ekspress-AM i Lutch 4. Prace nad satelitą przerwano w 1997 i wrócono do nich w 2001.

## Przeznaczenie
- Wojskowe:
  - Pomiary ziemskiego pola grawitacyjnego i sporządzanie map trójwymiarowych Ziemi na potrzeby naprowadzania pocisków balistycznych
- Cywilne:
  - Kartografia
  - Mapowanie ruchów tektonicznych skorupy ziemskiej
  - Monitorowanie falowania mórz

## Budowa
Produkowany w oparciu o platformę Uragan-M przez zakłady ISS Reszetniew.
Wyposażony w dwa panele ogniw słonecznych. Kształt walcowaty. Masa około 1400 kg. Stabilizowany trójosiowo.

## Instrumenty
- Wysokościomierz radarowy SADKO-2 – produkcji Thales Alenia Space, podobny do zastosowanych na Jason 1 i Poseidon 2
  - Masa 2 × 25 kg
  - Częstotliwość pracy: 13,5 GHz (pasmo Ku, szerokość 320 MHz) i 5,3 GHz (pasmo C, szerokość 320 MHz lub 100 MHz)
  - Długość impulsu: 105,6 mikrosekundy
  - Częstotliwość impulsów: 1800/1680 Hz (pasmo Ku); 300/420 Hz (pasmo C)
  - Rozmiar anteny: 1,2 m
  - Wzmocnienie: 42 dB (pasmo Ku); 33 dB (pasmo C)
  - Szerokość wiązki: 1,3° (pasmo Ku), 3,4° (pasmo C)
  - Zużycie energii elektrycznej: 70 W
  - Szczytowa moc kanału: 7 W (pasmo Ku), 16 W (pasmo C)
  - Akumulacja pomiarów: 128
- Odbijacze światła laserowego
- Odbiornik systemów nawigacji satelitarnej NAVSTAR-GPS i GLONASS

Drugi statek ma wynieść mikrofalowy wysokościomierz MIRAM, o lepszych osiągach.